# Aiden
Aiden fue una banda de rock formada en Seattle, Washington, en el año 2003. Su nombre cita al nombre del niño de la película The Ring.
Formada por el vocalista Will Francis, el bajista Nick Wiggins, el guitarrista Ian MacWilliams y el baterista Keef West, estos últimos integrados en enero del 2012 a la banda. Aiden ha lanzado seis álbumes de estudio: Our Gangs Dark Oath con DeAd Teenager Records (2004), Nightmare Anatomy (2005), Conviction (2007), Knives (2009), Disguises (2011) y Some Kind of Hate (2011) con Victory Records. En los últimos años, la banda no estuvo ligada a ningún sello discográfico, trabajando de forma independiente.
El 7 de febrero de 2016, Will Francis envió por Facebook un comunicado anunciando la disolución de la banda.

## Historia

### Inicios y''Our Gangs Dark Oath(2003-2005)
En el año 2003, se formó Aiden, por los guitarristas Jake Wambold y Angel Ibarra, el baterista Jake Davison, el bajista Will Francis y un vocalista desconocido. Este, al retirarase, fue reemplazado por Francis vocalmente, mientras que se unió el bajista Nick Wiggins.
En enero del 2004, Aiden entró a estudio para grabar su primer álbum Our Gangs Dark Oath, con DeAd Teenager Records, lanzado el 1 de junio. Davison e Ibarra estaban aún en la secundaria, así que fue lanzado para al momento de que estos la dejaron. El nombre del álbum hace referencia al segundo capítulo de Las aventuras de Huckleberry Finn de Mark Twain. Debido a que este material estuvo solamente disponible en USA, Victory Records lo relanzó para Europa en el 2006.
Las canciones Knife Blood Nightmare, Goodbye We're Falling Fast, I Set My Friends on Fire y Pledge Resistance fueron lanzadas en el Slipt/EP A Split of Nightmares, lanzado el 21 de diciembre de 2004, junto a la banda Stalins War y el sello Unfun Records.

### Nightmare Anatomy(2005-2007)
En el 2005, la banda firmó con Victory Records. La grabación de su nuevo álbum comenzó a fines del 2004 y al igual que su álbum anterior, fue producido por Steve Carter. Nightmare Anatomy fue lanzado el 4 de octubre de 2005.
En marzo de 2006, Aiden estuvo de gira en Estados Unidos, junto a Emanuel y Keating, encabezados por 30 Seconds to Mars. En mayo y junio participaron como apoyo para la banda HIM. En abril de 2007, estuvieron por Reino Unido, junto a Lostprophets y Taking Back Sunday, luego fueron convocados al Taste of Chaos anual, participando con The Used, 30 Seconds to Mars, Senses Fail, Saosin, Chiodos y Evaline, en la Costa Oeste y el International Taste of Chaos tour, seguido de esto, hicieron una gira nacional titulada "Confessions in the Dark Tour", junto a Drop Dead, Gorgeous, Still Remains y 1997.

### Conviction(2007-2009)
El tercer álbum de la banda, Conviction se liberó el 21 de agosto, hasta la fecha, es el más exitoso álbum de la banda. One Love aparece en Resident Evil: Extinción y We Sleep Forever aparece en la película Dead Silence. El 9 de octubre, la banda anunció que estaban en la grabación del video Moment, el que fue lanzado el 2008.
La banda tocó en un show en Anchorage, Alaska en enero de 2008. Entre febrero y marzo estuvieron de gira por Estados Unidos con Madina Lake, concretando la primera parte de su gira "World by Storm Tour", la segunda parte fue por Europa con Kill Hannah desde finales de marzo hasta finales de abril. La tercera parte fue en Massachusetts, volviendo a su ciudad natal, Seattle, en mayo del 2008, pero la banda pospuso la gira por razones personales. Sin embargo, la banda hizo restituir los dos últimos espectáculos, en Spokane y Seattle.
Siendo parte del Bamboozle en East Rutherford, Nueva Jersey, en mayo, la banda grabó su versión de Let's Light a Fire Tonight de Ashley Massaro, para bonustrack de WWE The Music, Vol. 8.
El 20 de mayo de 2008, la banda anunció en su sitio web que Jake Wambold ya no era un miembro de Aiden. Su primer show en vivo como un cuarteto en Spokane, Washington el 24 de mayo de 2008. Aiden también apareció en la banda sonora de The Lost Boys: The Tribe, con un cover de la canción Cry Little Sister. Aiden hizo una gira por Europa en octubre de 2008, seguido por una gira por los EE. UU. en noviembre, llamado "The Suffer Little Children Tour", terminando 7 de diciembre.

### Knives(2009-2010)
El 14 de diciembre, Aiden publicó un blog en su MySpace diciendo que están en el estudio escribiendo y grabando canciones para su próximo álbum. El blog también dijo que hay cerca de 25 canciones que están trabajando, Will también mencionó que había escrito 30 canciones para una nueva grabación a una entrevista de Alternative Press. El siguiente álbum se dice que es más oscuro. En una entrevista con la revista Kerrang!, Will dijo que él ha escrito 23 canciones, pero que tenía en mente escribir alrededor de 30, planeando lanzar un álbum doble, este declara: Las canciones son totalmente diferente a su proyecto paralelo, William Control, por supuesto, pero la actitud es lo misma, el álbum Hate Culture de William Control se grabará en el mismo estudio que el de Aiden, por lo que Will agregó: Creo que un montón de gente odia el álbum Conviction. Pero, ¿quién sabe y quién le importa? Sólo vamos a hacer el disco que queremos hacer. En abril de Aiden anunció una gira por Reino Unido en su MySpace. Manifestaron que eligieron los más pequeños lugares que estaban disponibles, la banda fue acompañada por Tonight Is Goodbye, sin embargo, se retiró a mitad del recorrido, siendo reemplazados por Lost On Landing.
Aiden lanzó el álbum Knives el 12 de mayo de 2009. El 31 de marzo Scavengers of the Damned se puso a disposición a través de iTunes, tiempo después, se publicó Let The Right One In. El mismo mes, la banda encabezó el "Music Saves Lives Summer Kickoff Party", además de participar en el Warped Tour anual, la banda comenzó una organización sin ánimo de lucro, donde se reunieron con fanes que tuvieron acceso especial a la banda donando sangre.

### Disguises(2010-2011)
El 30 de octubre (Halloween), la banda hizo un show acústico en UK llamado por Francis "Devils Night". En el Twitter de este declaró que se encuentran en la escritura de un nuevo álbum. En enero y febrero Aiden estuvo acompañado por la banda Anti-Flag en el tour "Economy Sucks, Let's Party!", donde se filmó en Chicago un DVD en vivo y un CD titulado From Hell...With Love, lanzado el 16 de marzo. Asimismo, según Kerrang! la banda hará un tour por Reino Unido y Europa nuevamente, junto a Saosin, aunque estos déjasen la gira, el viaje sería de todas maneras aunque luego fue cancelado por falta de fondos. Aiden concretó la gira entre noviembre y diciembre con el apoyo de la banda Francesqa and The Dead Formats.
El 2 de febrero de 2011, la banda publicó el nuevo nombre de su álbum, Disguises, este fue lanzado el 29 de marzo. El primer sencillo fue Walk Among the Dead en iTunes. Un video musical de Hysteria fue lanzado en abril, seguido de A Portrait of the Artist a finales de junio. La banda estuvo en una pequeña gira por el país en promoción del álbum, luego entró a estudio para un nuevo álbum.

### Some Kind Of Hate(2011-2012)
El 9 de mayo, Jake Davison dejó la banda, por razones de buscar un nuevo rumbo en la vida. Según Will en un blog en Myspace, salida Davison y su relación con el resto de la banda no terminó mal. Ryan Seaman de Falling in Reverse ocupó su posición temporalmente, seguido de Mike Novak, el que entró a estudio con ellos.
En Interpunk, el 25 de agosto se lanzó el comunicado de que Some Kind Of Hate será el sexto álbum de la banda, a pesar de que no han pasado más de cinco meses de su último álbum lanzado. El álbum fue lanzado el 25 de octubre y desde el 2 de septiembre está en venta la versión "Deluxe Pre-Order" desde la página del sello discográfico Victory Records.
En diciembre, la banda anunció vía Facebook que estarían presentes en el festival "Rock Beyond Belief", a realizarse en marzo." festival in March.
El 1 de enero, el guitarrista principal Angel Ibarra dejó la banda. Ian MacWilliams entró a ocupar el puesto temporal de Ibarra, entrando de manera oficial posteriormente, además Keef West se unió como baterista oficial. Aiden comenzó el "Something Wicked This Way Comes tour", por USA en enero del 2012, junto a Wednesday 13 y Modern Day Escape. La canción There Will Be Blood se utilizó como tema musical por "Total Nonstop Action Wrestling" para Genesis (2012).

### Séptimo álbum de estudio (2012-presente)
En una entrevista con Under the Gun Review, Will aclaró que él ha escrito nuevas canciones, y con la nueva formación ya componen la música, para entrar a estudio en julio o agosto a grabar un nuevo álbum de estudio.

## Estilo musical e influencias
El género musical de Aiden se ha descrito como rock alternativo, horror punk, rock gótico en todos sus álbumes de estudio. Sus primeros álbumes contaban con metalcore melódico, punk rock, post-hardcore, hardcore punk y hardcore melódico (retomando en sus últimos lanzamientos dichas influencias).
Aiden se ha inspirado en bandas como Misfits, Avenged Sevenfold, Thursday, Coheed and Cambria, AFI, The Smiths/Morrisey y Bad Religion.
En sus primeros años, la banda usó una estética "emo-punk", con un maquillaje característico de Will Francis, denominado Chelsea Smile, el que ha sido inspirado para bandas como Black Veil Brides y Get Scared.

## Controversia
El 27 de enero de 2012, Fox News hizo un reportaje que involucra al concierto "Rock Beyond Belief", explicando que este evento público fue organizado por ateístas militares, y que Aiden es el cabecilla, y que el video Hysteria era el responsable. Además, que la banda promociona quemar iglesias en el video, causando controversia en su sitio de Facebook. Aiden afirmó que la quema de iglesias no era la intención de la canción, sino la histeria que se ve en los fundamentalistas de todas las religiones.
Aiden ha sido acusado de sus temas son anti-cristianos y antisemitas. A pesar de esto, los miembros no son satánicos y Francis es simplemente agnóstico.

## Miembros
| Miembros finales - William Francis — voces, piano (2003-2016), guitarra rítmica (2008-2016), bajo (2003) - Ian MacWilliams — guitarra principal, coros (2012-2016) - Kenneth Fletcher — bajo, coros (2015-2016) - Ben Tourkantonis — batería (2015-2016) Miembros temporales - Ryan Seaman — batería (2011) - Mike Novak — batería (2011) | Miembros pasados - Steve Clemens — voces (2003) - Angel Ibarra — guitarra principal, coros (2003-2012) - Jake Wambold — guitarra rítmica, coros (2003-2008) - Nick Wiggins — bajo, coros (2003-2015) - Jake Davison — batería (2003-2011) - Keef West — batería (2012-2015) |

Línea de tiempo

## Discografía

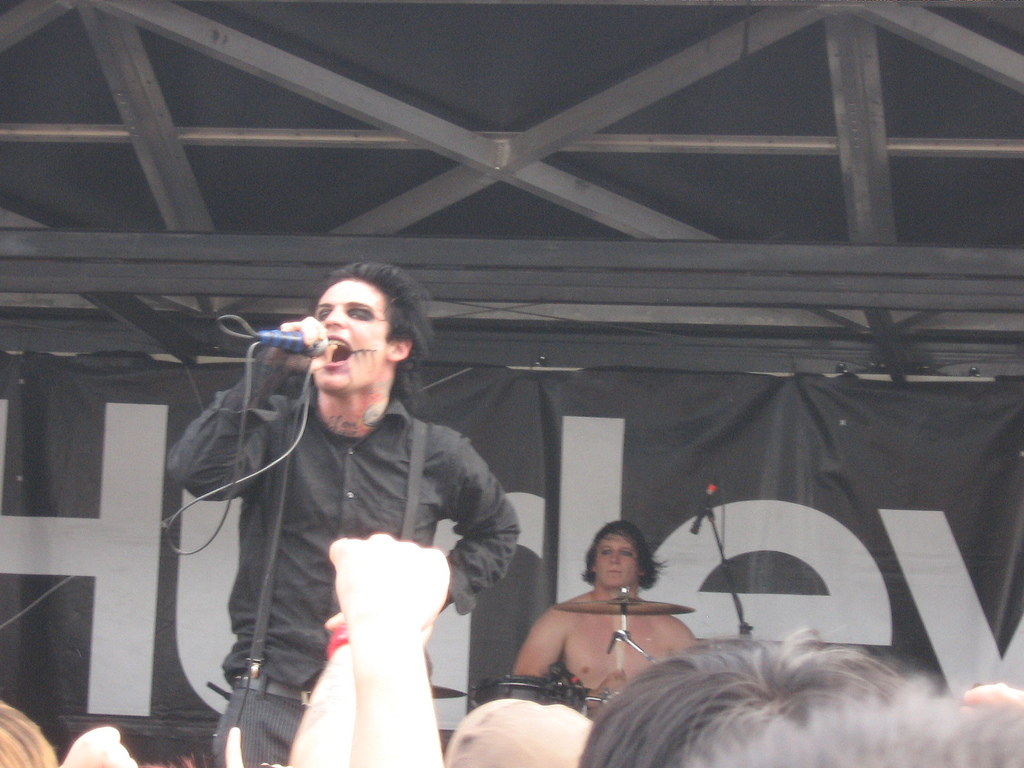
Aiden en vivo, 2006

### Álbumes de estudio
- Our Gangs Dark Oath (2004)
- A Split of Nightmare (2004)
- Nightmare Anatomy (2005)
- Conviction (2007)
- Knives (2009)
- Disguises (2011)
- Some Kind of Hate (2011)
- Aiden (2015)

### EP
- A Split of Nightmares (Unfun, 2004)
- Rain in Hell (Victory, 2006) US Indie #23 / US Heat #9 / UK #167

### Álbumes en vivo
- From Hell...With Love (Victory, 2010)

## Videografía
- "I Set My Friends on Fire" (2004)
- "Fifteen" (2004)
- "Knife Blood Nightmare" (2005)
- "The Last Sunrise" (2005)
- "Die Romantic" (2005)
- "We Sleep Forever" (2007)
- "One Love" (2007)
- "Moment" (2007)
- "Cry Little Sister" (2008)
- "Scavengers of the Damned" (2009)
- "Let the Right One In" (2009)
- "Walk Among the Dead" (2011)
- "Hysteria" (2011)
- "A Portrait of the Artist" (2011)
- "Broken Bones" (2011)